# Retaulet amb la Mare de Déu i sants
El Retaulet amb la Mare de Déu i sants és una obra gòtica de 1470 atribuïda al pintor Jaume Huguet.
És un retaule de devoció personal dedicat a la Mare de Déu. Una sedes sapientiae ocupa la imatge central amb un posat que recorda molt la Mare de Déu del Retaule de l'Epifania, especialment el pentinat i l'expressió infantil del rostre de la Verge tan típicament huguetiana. La imatge central està rodejada per dues escenes del cicle de la Passió de Crist i sis imatges de sants.

## Dades de context

### Autor
Jaume Huguet (Valls 1412 - Barcelona 1492) fou un pintor gòtic català amb un estil que va evolucionar del gòtic internacional cap a les innovacions incorporades des de la pintura flamenca. La seva formació es va realitzar entre València, Tarragona i Barcelona, si bé no es descarta que pogués haver visitat Sardenya o Nàpols, que formaven part de la Corona d'Aragó. Va desenvolupar la seva màxima activitat a Barcelona a partir de 1448, on va crear un taller que pràcticament va monopolitzar la realització de retaules a Catalunya durant la segona meitat del segle xv, un cop morts Bernat Martorell i Lluís Dalmau. El seu taller va incorporar els seus deixebles i també membres de la família Vergós amb qui va mantenir una estreta relació personal i que són considerats coautors d'aquest retaule.
Una part important de la seva obra s'ha perdut en revoltes que han destruït les esglésies que les contenien i la majoria d'obres conservades són panells de retaules que han estat desmuntats.

### Estil

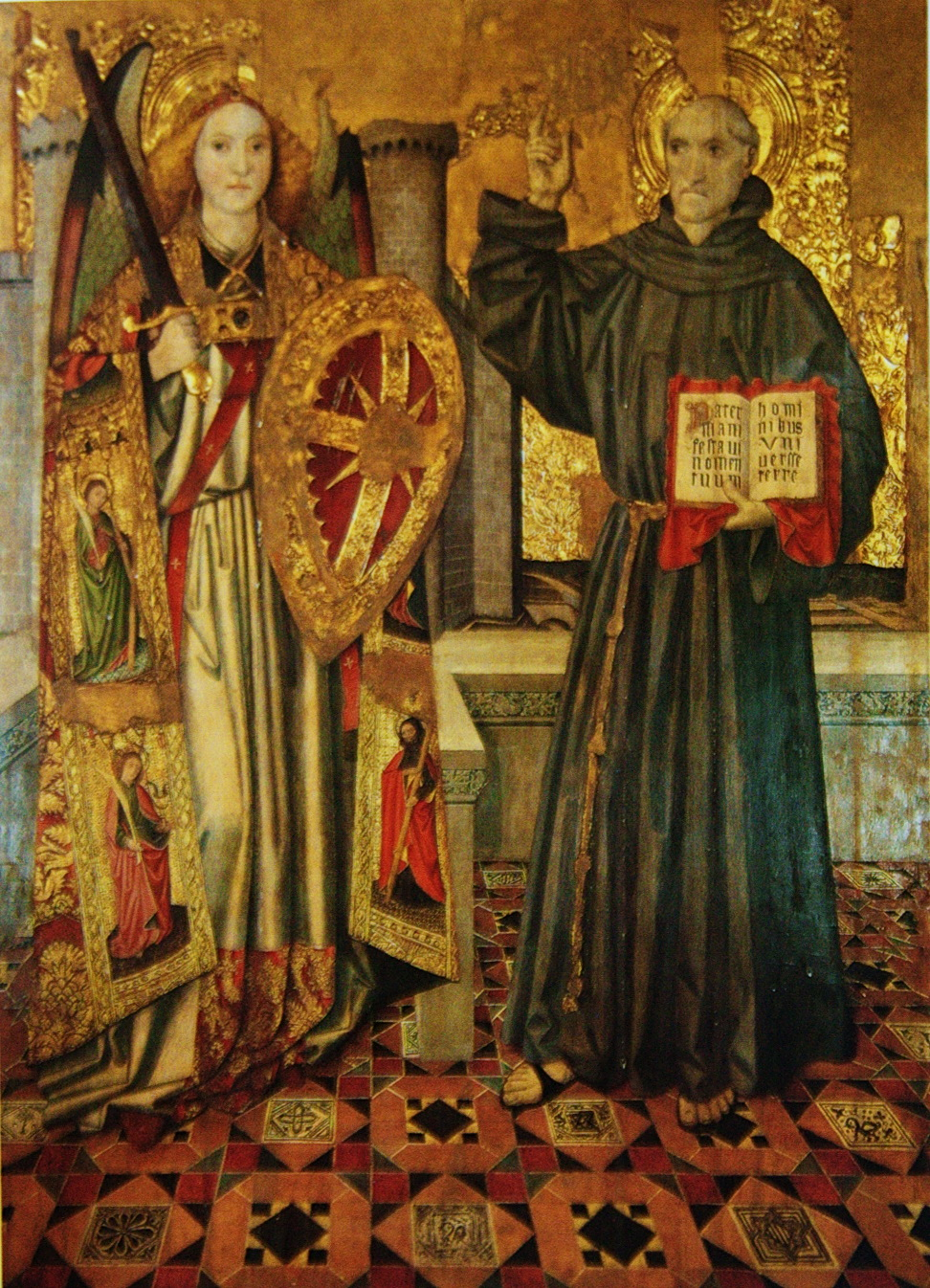
Retaule de Sant Bernardí i l'Àngel Custodi

L'estructura de les imatges respon a una distribució tripartita desplegada a Catalunya a mitjan segle xv. Als costats de la taula central, que és de mida més gran, se situen imatges de cos sencer d'altres devocions, mentre que les imatges narratives del titular del retaule passen al pis superior i a la predel·la. Com és habitual en l'obra madura d'Huguet, els cels del fons de les escenes són daurats. El to general dels personatges és d'una gran senzillesa comparada amb altres obres del mateix pintor. Per exemple, la dalmàtica de color verd de l'àngel custodi no té res a veure amb les riques vestimentes que llueix a la taula central del Retaule de Sant Bernardí i l'Àngel Custodi de la catedral de Barcelona, o l'austeritat del tron de la Mare de Déu en comparació amb la rica decoració del Retaule de Vallmoll; de fet, l'estructura pètria amb un respatller de roba amb brocat s'assembla al de Maria Magdalena del Retaule de Pertegàs, actualment a la Fundació Gòdia.

## Història
El retaulet va entrar al Museu Episcopal en una data indeterminada de finals del segle xix provinent d'una casa particular de Vic. Probablement és per això que es troba en un estat de conservació molt bo. Alguns historiadors havien especulat amb la possibilitat que fos la part central d'un tríptic, tesi descartada per Ainaud, ja que l'estructura d'imatges de la taula ja la configura com un miniretaule.

## Descripció
Tot i semblar tenir una estructura de tres carrers i tres pisos, en realitat només són dos pisos amb una predel·la de tres imatges que tenen unes mides diferents als pisos superiors. Les reduïdes dimensions no permeten desenvolupar escenes narratives i el retaulet esdevé un compendi hagiogràfic girant sobre l'eix central de caràcter cristològic.
La imatge central de la Mare de Déu sedent amb el Nen està flanquejada per les figures de l'arcàngel Sant Miquel vencent Llucifer, a la taula de l'esquerra, i l'Àngel Custodi a la dreta.
Sant Miquel vesteix de miles Christi amb equipament militar, un escut a la mà esquerra i una llança a la dreta. Porta el pit cobert amb un peto amb una gran creu central i està cobert per un mantell de color vermell recollit al coll amb un fermall.
L'Àngel Custodi difereix del que el mateix Huguet va representar al Retaule de Sant Bernardí i l'Àngel Custodi de la catedral de Barcelona. Allà vestia com un militar amb escut i espasa, a més d'estar cobert amb una capa pluvial que li aportava un alt rang eclesiàstic, però en aquest retaule està representat vestit amb una dalmàtica de color verd i sosté unes deixuplines a la mà dreta i una corona a l'esquerra. Les deixuplines (com l'espasa de l'esmentat Custodi de la catedral) representa el «càstig de Déu» com ara la pesta que assolava durant el segle xv. D'aquí ve l'expressió «flagell de la pesta». La corona, en contraprestació, significa el premi de la glòria celestial.

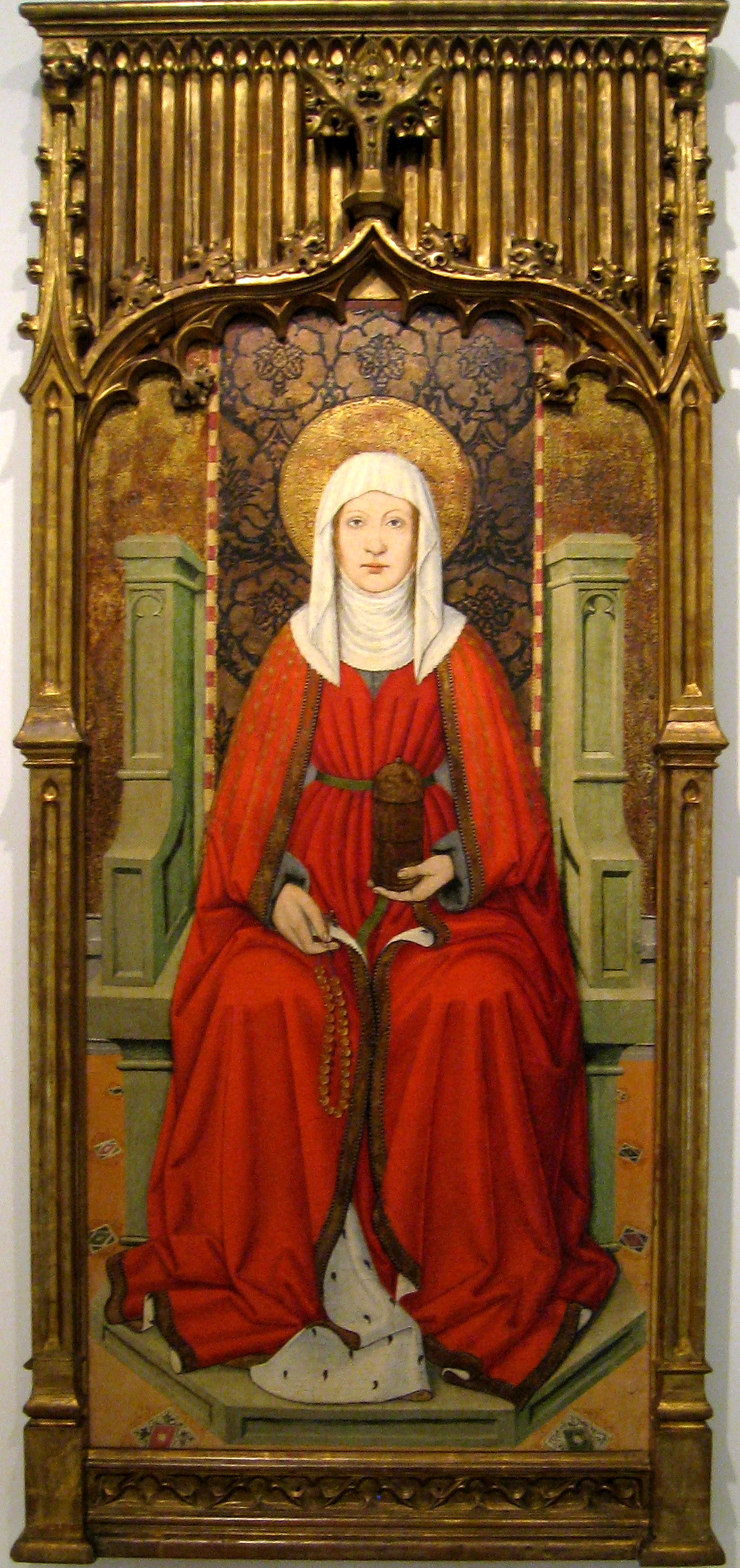
Maria Magdalena d'Huguet, amb igual vestimenta. El tron és similar al que aquí entronitza la Mare de Déu.

A la taula central del pis superior hi ha la figura de Crist clavat a la creu, sol, enmig d'un paisatge deshabitat, que transmet pulsió de mort i desolació. És una escena buida de tots els personatges habituals dels bigarrats calvaris de l'obra huguetiana. El paisatge, tot i ser molt més erm, recorda l'orografia del que es mostra al Retaule de la Transfiguració de la catedral de Tortosa, ja que més que situar la Creu al mont Gòlgota sembla que estigui en una vall entre dues muntanyes que l'artista perllonga a les taules laterals del pis superior. En aquestes dues taules hi ha sant Joan Baptista i Maria Magdalena, dos dels deixebles més estimats de Jesús i presents a la seva crucifixió.
Joan Baptista, l'apòstol que va batejar Jesús, estava destinat a propagar el seu credo d'ençà que va néixer, tal com li va vaticinar el seu pare Zacaries tot dient: «I a tu, infant, et diran profeta de l'Altíssim, perquè aniràs al davant del Senyor a preparar els seus camins».［Lluc 1:76-77］ És, doncs, una de les baules que hauran d'enllaçar el sacrifici de Crist amb la difusió de la seva paraula. Huguet el representa vestit amb pells d'animals i amb un xai als braços, els seus atributs tradicionals.
Magdalena està dempeus i va vestida amb un ric mantell de color vermell amb ermini sostenint a les mans un rosari i un flascó de perfum, objectes simbòlics de la santa. Huguet va fer servir unes vestimentes iguals a la imatge de la Magdalena del Retaule de Pertegàs, actualment a la Fundació Gòdia.
La figura de Magdalena va destacar com a proclamadora de l'evangeli, una acció què començà el mateix moment de la Resurrecció de Jesús quan descobreix la tomba buida［Joan 20:11］ i és la primera a comunicar-ho als apòstols.［Joan 20:18］ Aquest fet i la seva trajectòria capdavantera en l'evangelització va fer que els pares de l'Església i els escriptors eclesiàstics la reconeguessin com a deixeble de Jesús i l'anomenessin isapostolos ('igual que un apòstol') a l'Església ortodoxa oriental i apostola apostolorum ('apòstol dels apòstols') a l'Església occidental.

### Predel·la

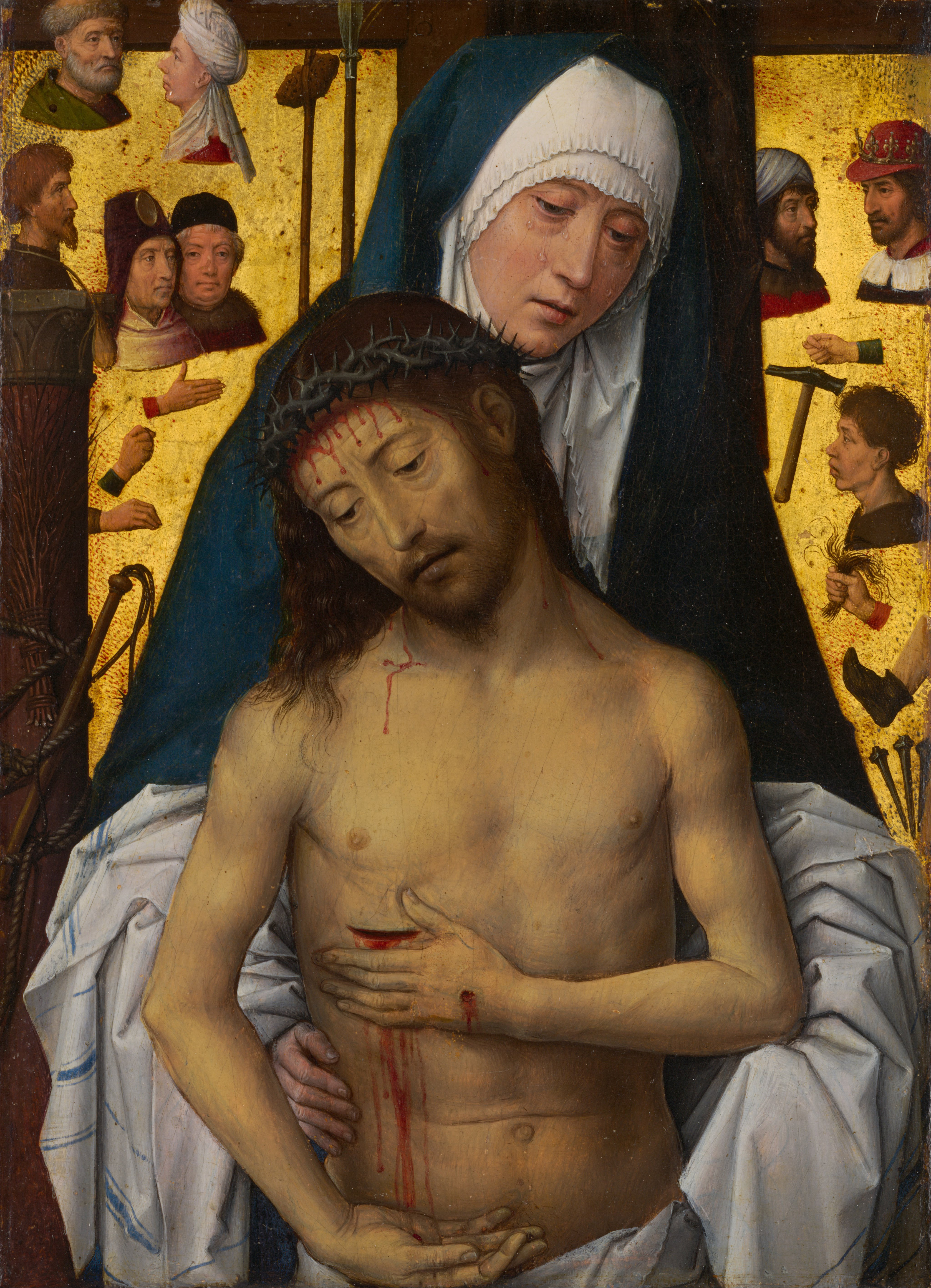
Christus patiens de Hans Memling, National Gallery of Victoria, Melbourne (1475)

La predel·la també té tres taules però de dimensions diferents a les dels pisos superiors. La taula central, seguint un eix central amb episodis de Crist, mostra la imatge del Senyor dels Dolors, un Christus patiens gregorià, és a dir, una representació simbòlica de Crist amb els atributs de la mort, però encara viu. És una imatge de sacrifici freqüent a partir del segle xiii. Es mostra Crist dins la sepultura rodejat dels elements de la Passió, les arma Christi: llança, columna de la flagel·lació, martell i claus. Darrere seu un àngel l'està sostenint, una iconografia utilitzada a partir del segle xv a la Corona d'Aragó, tot i que en algunes obres flamenques és la mateixa Mare de Déu que sosté el seu fill.
Les imatges de les taules laterals presenten un enquadrament de tres quarts del seu cos, de forma que mantenen una harmonia visual amb la imatge central que només mostra la part superior del cos de Crist, ja que és dins la sepultura i no se li veuen les cames.
Al costat esquerre hi ha la imatge de sant Pere amb els seus símbols: les claus i el llibre obert. Vesteix amb un mantell vermell folrat en groc que crea un contrapunt visual amb el mantell de Maria Magdalena, a l'altre extrem de la taula. Al costat dret es representa un sant amb hàbit franciscà i una església a la mà. Per aquest fet ha estat identificat amb un Doctor de l'Església que fos cardenal pel capell cardenalici que hi ha al fons, probablement sant Jeroni o sant Bonaventura.